# 白果鳳梨
白果鳳梨（学名：Aechmea angustifolia）为鳳梨科蜻蜓鳳梨屬下的一个种。